# Tatsuoka Mansaku
Tatsuoka Mansaku (辰岡万作, 1742 - 11 de octubre de 1809) fue un dramaturgo japonés especializado en teatro kabuki.
Activo entre 1769 y 1807 en la región de Osaka y Kioto, es principalmente famoso por dos obras escritas en colaboración con Namiki Shōzō II, Un mensaje de amor desde Yamato y Las danzas de Ise y el desafilado filo del amor, ambas puestas en escena por primera vez en 1796. Clásicos del género sewamono, han permanecido en el repertorio de kabuki durante más de dos siglos.

## Obras
- 竜一天婦鯨 (Tatsu no Itten Renri no Kachidoki?) (1769)
- 恵寶蔵山海名物 (Ehōgura Sankai Meisho?) (1776)
- 大入歌舞妓朔日 (Ōiri Kabuki no Tsuitachi?) (1777)
- 國花大嶋臺 (Kuni no Hana Ōshimadai?) (1784)
- 義臣傳読切講釈 (Gishinden Yomikiri Kōshaku?) (1788)
- けいせい楊柳櫻 (Keisei Yanagi Zakura?) (1793)
- 魁鎗東海硯 (Ichiban Yari Tōkai Suzuri?) (1795)
- Un mensaje de amor desde Yamato (恋飛脚大和往来 Koi no Tayori Yamato Ōrai?) (1796)
- Las danzas de Ise y el desafilado filo del amor (伊勢音頭戀寝刃 Ise Ondo Koi no Netaba?) (1796)
- 蛭子大黒恵蔵入 (Ebisu Daikoku Megumi no Kurairi?) (1796)
- 當歳牛屓稲 (Minoriyoshi Kane no Naruki?) (1804)
- けいせい高砂松 (Keisei Takasago no Matsu?) (1807)

- Datos: Q88460710